# Futbol'nyj Klub Rossijanka
Il Futbol'nyj Klub Rossijanka (in russo Футбольный клуб «Россиянка»?) è stata una squadra di calcio femminile russa della città di Krasnoarmejsk, nell'Oblast' di Mosca.

## Storia
La squadra, fondata nel 1990 con il nome di "Nadezhda Krasnoarmejsk" prima della dissoluzione dell'Unione Sovietica, è stata una formazione di calcetto fino al 1998, anno in cui la dirigenza decise di istituire una squadra di calcio femminile a 11. Venne iscritta alla Prima Divisione (il campionato di secondo livello), dove raccolse un quinto ed un terzo posto. Nel 2000 la società si sciolse.
La squadra fu rifondata nel 2003 con il nome di "Rossijanka" e re-iscritta alla Prima Divisione russa, dove centrò la promozione alla Vysšij Divizion, massimo livello del campionato russo, al primo tentativo. Nel torneo di primo livello dimostrò subito di essere una delle squadre più competitive classificandosi sempre, fino alla stagione 2012-13, tra le prime due, e vincendo quattro titoli nazionali. Grazie risultati ottenuti ha avuto accesso al torneo internazionale destinato ai club istituito dalla Union of European Football Associations, denominata UEFA Women's Cup fino alla stagione 2008-2009 e UEFA Women's Champions League dalle successive.
All'inizio della stagione 2017 gran parte delle componenti della squadra passò al CSKA Mosca. Al termine della stessa stagione, la società interruppe le attività, cedendo il titolo sportivo di partecipazione al campionato di Vysšij Divizion alla neonata Lokomotiv Mosca.

## Palmarès
- Campionato russo: 5

2005, 2006, 2010, 2011-2012, 2016
- Coppa di Russia: 5

2005, 2006, 2008, 2009, 2010

## Statistiche

### Risultati nelle competizioni UEFA
| Stagione | Competizione     | Fase                         | Avversario          | Risultato | Risultato | Risultato |
| Stagione | Competizione     | Fase                         | Avversario          | andata    | ritorno   | aggregato |
| -------- | ---------------- | ---------------------------- | ------------------- | --------- | --------- | --------- |
| 2006-07  | UEFA Women's Cup | fase a gironi, primo turno   | Alma KTZh           | 5-2       | 5-2       | 5-2       |
| 2006-07  | UEFA Women's Cup | fase a gironi, primo turno   | Clujana             | 7-0       | 7-0       | 7-0       |
| 2006-07  | UEFA Women's Cup | fase a gironi, primo turno   | Slovan Duslo Šaľa   | 6-1       | 6-1       | 6-1       |
| 2006-07  | UEFA Women's Cup | fase a gironi, secondo turno | Arsenal             | 4-5       | 4-5       | 4-5       |
| 2006-07  | UEFA Women's Cup | fase a gironi, secondo turno | Brøndby             | 1-2       | 1-2       | 1-2       |
| 2006-07  | UEFA Women's Cup | fase a gironi, secondo turno | 1. FC Femina        | 4-2       | 4-2       | 4-2       |
| 2007-08  | UEFA Women's Cup | fase a gironi, primo turno   | Napredak Kruševac   | 7-0       | 7-0       | 7-0       |
| 2007-08  | UEFA Women's Cup | fase a gironi, primo turno   | Dinamo Tbilisi      | 18-0      | 18-0      | 18-0      |
| 2007-08  | UEFA Women's Cup | fase a gironi, primo turno   | Žytlobud-1 Charkiv  | 3-0       | 3-0       | 3-0       |
| 2007-08  | UEFA Women's Cup | fase a gironi, secondo turno | Universitet Vicebsk | 3-1       | 3-1       | 3-1       |
| 2007-08  | UEFA Women's Cup | fase a gironi, secondo turno | Clujana             | 2-1       | 2-1       | 2-1       |
| 2007-08  | UEFA Women's Cup | fase a gironi, secondo turno | Umeå IK             | 2-2       | 2-2       | 2-2       |
| 2007-08  | UEFA Women's Cup | quarti di finale             | 1. FFC Francoforte  | 0-0       | 1-2       | 1-2       |
| 2009-10  | Champions League | gironi di qualificazione     | St. Francis         | 11-0      | 11-0      | 11-0      |
| 2009-10  | Champions League | gironi di qualificazione     | Apollōn Lemesou     | 1–0       | 1–0       | 1–0       |
| 2009-10  | Champions League | gironi di qualificazione     | Maccabi Holon       | 7–0       | 7–0       | 7–0       |
| 2009-10  | Champions League | sedicesimi di finale         | Rayo Vallecano      | 3-1       | 2-1       | 5-2       |
| 2009-10  | Champions League | ottavi di finale             | Umeå IK             | 0-1       | 1-1       | 1-2       |
| 2010-11  | Champions League | gironi di qualificazione     | Osijek              | 5–0       | 5–0       | 5–0       |
| 2010-11  | Champions League | gironi di qualificazione     | St. Francis         | 9–0       | 9–0       | 9–0       |
| 2010-11  | Champions League | gironi di qualificazione     | 1º Dezembro         | 4-1       | 4-1       | 4-1       |
| 2010-11  | Champions League | sedicesimi di finale         | Legenda             | 3-1       | 4-0       | 7-1       |
| 2010-11  | Champions League | ottavi di finale             | Olympique Lione     | 1-6       | 0-5       | 1-11      |
| 2011-12  | Champions League | sedicesimi di finale         | Twente              | 2-0       | 1-0       | 3-0       |
| 2011-12  | Champions League | ottavi di finale             | Energija Voronež    | 4-0       | 3-3       | 7-3       |
| 2011-12  | Champions League | quarti di finale             | Turbine Potsdam     | 0-2       | 0-3       | 0-5       |
| 2012-13  | Champions League | sedicesimi di finale         | ADO Den Haag        | 4-1       | 1-2       | 5-3       |
| 2012-13  | Champions League | ottavi di finale             | Sparta Praga        | 1-0       | 2-2       | 3-2       |
| 2012-13  | Champions League | quarti di finale             | Wolfsburg           | 1-2       | 0-2       | 1-4       |
| 2013-14  | Champions League | sedicesimi di finale         | Spartak Subotica    | 4-2       | 1-1       | 5-3       |
| 2013-14  | Champions League | ottavi di finale             | Torres              | 1-0       | 0-2       | 1-2       |
| 2016-17  | Champions League | sedicesimi di finale         | SFK 2000            | 0-0       | 2-1       | 2-1       |
| 2016-17  | Champions League | ottavi di finale             | Bayern Monaco       | 0-4       | 0-4       | 0-8       |
| 2017-18  | Champions League | sedicesimi di finale         | Stjarnan            | 1-1       | 0-4       | 1-5       |

## Organico

### Rosa 2017
Rosa come da sito ufficiale e da sito UEFA.
| N. |                   | Ruolo | Calciatrice         |
| -- | ----------------- | ----- | ------------------- |
| 1  | Russia (bandiera) | P     | Anastasija Anan'eva |
| 3  | Russia (bandiera) | D     | Dar'ja Čugaj        |
| 4  | Russia (bandiera) | C     | Anastasija Dronova  |
| 5  | Russia (bandiera) | D     | Ljudmila Šadrina    |
| 6  | Russia (bandiera) | A     | Dar'ja Jakovleva    |
| 7  | Russia (bandiera) | D     | Ekaterina Dmitrenko |
| 9  | Russia (bandiera) | A     | Olesja Ščerbak      |
| 10 | Russia (bandiera) | C     | Tat'jana Stepanova  |
| 11 | Russia (bandiera) | C     | Jana Litvinenko     |
| 13 | Russia (bandiera) | A     | Alëna Guseva        |

| N. |                   | Ruolo | Calciatrice          |
| -- | ----------------- | ----- | -------------------- |
| 13 | Russia (bandiera) | D     | Margarita Manujlova  |
| 17 | Russia (bandiera) | D     | Marija Alekseeva     |
| 20 | Russia (bandiera) | A     | Valerija Bizenkova   |
| 22 | Russia (bandiera) | D     | Natal'ja Perceva     |
| 70 | Russia (bandiera) | C     | Tat'jana Petrova     |
| 71 | Russia (bandiera) | D     | Ėl'vira Zijastinova  |
| 77 | Russia (bandiera) | P     | Elizabeta Ščerbakova |
| 88 | Russia (bandiera) | C     | Kristina Ogarkova    |
| 89 | Russia (bandiera) | C     | Viktorija Mustafina  |
| 99 | Russia (bandiera) | C     | Anna Čolovjaga       |